# USA Pro Cycling Challenge 2013
La 3.ª edición del USA Pro Cycling Challenge se disputó desde el 19 hasta el 25 de agosto de 2013.
La carrera perteneció al UCI America Tour 2012-2013 en la categoría 2.HC (máxima categoría en carreras de varios días). Empezó en un circuito entre Aspen/Snowmass y finalizó en las calles de Denver, capital del estado de Colorado.
El ganador de la clasificación general fue el estadounidense Tejay van Garderen del equipo BMC Racing, quien además ganó una etapa. Fue escoltado en el podio por su compañero Mathias Frank y por Tom Danielson del equipo Garmin Sharp.
En las clasificaciones secundarias Peter Sagan se llevó la de por puntos, en gran medida gracias a las 4 etapas que ganó. En las restantes triunfaron Matt Cooke (montaña), Lachlan Morton (jóvenes) y el BMC Racing (equipos).

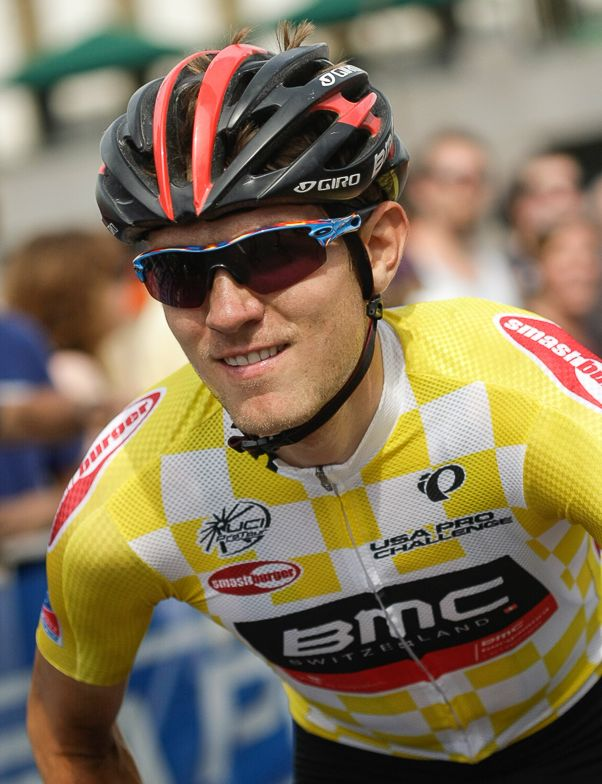
Tejay van Garderen, el ganador de la carrera.

## Equipos participantes
Tomaron parte de la carrera 16 equipos profesionales: 7 equipos de categoría UCI ProTeam, 4 de categoría Profesional Continental y 5 equipos Continentales de los Estados Unidos, totalizando 127 ciclistas de los que finalizaron 108.
Contó con la participación de corredores reconocidos como Chris Froome, Richie Porte, Andy Schleck, Peter Sagan o el propio ganador, Tejay van Garderen, además de la presencia del ganador de la edición anterior Christian Vande Velde.
| Equipo                                      | Cód. UCI | Categoría               | Jefe de filas         |
| ------------------------------------------- | -------- | ----------------------- | --------------------- |
| BMC Racing Team                             | BMC      | UCI ProTeam             | Tejay van Garderen    |
| Cannondale Pro Cycling                      | CAN      | UCI ProTeam             | Peter Sagan           |
| RadioShack Leopard                          | RLT      | UCI ProTeam             | Andy Schleck          |
| Sky Procycling                              | SKY      | UCI ProTeam             | Chris Froome          |
| Team Argos-Shimano                          | ARG      | UCI ProTeam             | Patrick Gretsch       |
| Garmin Sharp                                | GRS      | UCI ProTeam             | Christian Vande Velde |
| Team Saxo-Tinkoff                           | TST      | UCI ProTeam             | Michael Rogers        |
| Champion System Pro Cycling Team            | CSS      | Profesional Continental | Chad Beyer            |
| UnitedHealthcare Pro Cycling Team           | UHC      | Profesional Continental | Kiel Reijnen          |
| Team Novo Nordisk                           | TNN      | Profesional Continental | Javier Megías         |
| Colombia                                    | COL      | Profesional Continental | Darwin Atapuma        |
| Bissell Cycling                             | BPC      | Continental             | Jason McCartney       |
| Bontrager Cycling Team                      | BLS      | Continental             | Nathan Brown          |
| Optum presented by Kelly Benefit Strategies | OPM      | Continental             | Tom Zirbel            |
| Jelly Belly presented by Kenda              | JBC      | Continental             | Fred Rodriguez        |
| Jamis-Hagens Berman                         | JSH      | Continental             | Janier Acevedo        |

## Etapas
| Etapa | Fecha        | Recorrido                        | Km         | Ganador                     | Líder                       |
| 1.ª   | 19 de agosto | Aspen/Snowmass                   | 97,6       | Peter Sagan                 | Peter Sagan                 |
| 2.ª   | 20 de agosto | Aspen - Breckenridge             | 202,9      | Mathias Frank               | Lachlan Morton              |
| 3.ª   | 21 de agosto | Breckenridge - Steamboat Springs | 170,4      | Peter Sagan                 | Lachlan Morton              |
| 4.ª   | 22 de agosto | Steamboat Springs - Beaver Creek | 165,6      | Janier Acevedo              | Tejay van Garderen          |
| 5.ª   | 23 de agosto | Vail                             | 16,1 (CRI) | Tejay van Garderen          | Tejay van Garderen          |
| 6.ª   | 24 de agosto | Loveland - Fort Collins          | 185,4      | Peter Sagan                 | Tejay van Garderen          |
| 7.ª   | 25 de agosto | Denver                           | 116,5      | Peter Sagan                 | Tejay van Garderen          |
|       | Total        | Total                            | 954,5      | Ganador: Tejay van Garderen | Ganador: Tejay van Garderen |

## Clasificaciones finales

### Clasificación general
| Posición      | Ciclista           | Equipo              | Tiempo           |
| ------------- | ------------------ | ------------------- | ---------------- |
| Líder general | Tejay van Garderen | BMC Racing          | 22 h 38 min 48 s |
| 2.º           | Mathias Frank      | BMC Racing          | a 1 min 30 s     |
| 3.º           | Tom Danielson      | Garmin Sharp        | a 1 min 42 s     |
| 4.º           | Janier Acevedo     | Jamis-Hagens Berman | a 2 min 10 s     |
| 5.º           | Lachlan Morton     | Garmin Sharp        | a 2 min 34 s     |
| 6.º           | Gregory Brenes     | Champion System     | a 3 min 25 s     |
| 7.º           | Lawson Craddock    | Bontrager           | a 3 min 42 s     |
| 8.º           | George Bennett     | RadioShack Leopard  | a 3 min 58 s     |
| 9.º           | Rory Sutherland    | Saxo-Tinkoff        | a 4 min 11 s     |
| 10.º          | [ Philip Deignan   | UnitedHealthcare    | a 4 min 12 s     |

| 11.º | Carter Jones      | Bissell            | a 4 min 13 s |
| 12.º | Michael Schär     | BMC Racing         | a 4 min 19 s |
| 13.º | Darwin Atapuma    | Colombia           | a 4 min 24 s |
| 14.º | Damiano Caruso    | Cannondale         | a 4 min 32 s |
| 15.º | Lucas Euser       | UnitedHealthcare   | a 4 min 55 s |
| 16.º | Nathan Wilson     | Bontrager          | a 5 min 00 s |
| 17.º | James Oram        | Bontrager          | a 5 min 45 s |
| 18.º | Tiago Machado     | RadioShack Leopard | a 6 min 21 s |
| 19.º | Bruno Pires       | Team Saxo-Tinkoff  | a 6 min 31 s |
| 20.º | Robinson Chalapud | Colombia           | a 6 min 40 s |

### Clasificación de la montaña
| Posición            | Ciclista           | Equipo              | Puntos |
| ------------------- | ------------------ | ------------------- | ------ |
| Líder de la montaña | Matt Cooke         | Jamis-Hagens Berman | 46     |
| 2                   | Mathias Frank      | BMC Racing          | 30     |
| 3                   | Tyler Wren         | Jamis-Hagens Berman | 25     |
| 4                   | Lachlan Morton     | Garmin Sharp        | 22     |
| 5                   | Tejay van Garderen | BMC Racing          | 20     |

### Clasificación por puntos
| Posición         | Ciclista           | Equipo                         | Puntos |
| ---------------- | ------------------ | ------------------------------ | ------ |
| Líder por puntos | Peter Sagan        | Cannondale                     | 70     |
| 2                | Greg Van Avermaet  | BMC Racing                     | 40     |
| 3                | Luka Mezgec        | Argos-Shimano                  | 31     |
| 4                | Alessandro Bazzana | UnitedHealthcare               | 22     |
| 5                | Ryan Anderson      | Optum-Kelly Benefit Strategies | 22     |

### Clasificación de los jóvenes
| Posición | Ciclista        | Equipo             | Tiempo           |
| -------- | --------------- | ------------------ | ---------------- |
|          | Lachlan Morton  | Garmin Sharp       | 22 h 41 min 22 s |
| 2.º      | Lawson Craddock | Bontrager          | a 1 min 08 s     |
| 3.º      | George Bennett  | RadioShack Leopard | a 1 min 24 s     |
| 4.º      | Nathan Wilson   | Bontrager          | a 2 min 26 s     |
| 5        | James Oram      | Bontrager          | a 3 min 11 s     |

### Clasificación por equipos
| Posición | Equipo          | Tiempo           |
| -------- | --------------- | ---------------- |
|          | BMC Racing      | 68 h 00 min 42 s |
| 2.º      | Garmin Sharp    | a 5 min 30 s     |
| 3.º      | Bontrager       | a 9 min 46 s     |
| 4.º      | Champion System | a 14 min 50 s    |
| 5.º      | Saxo-Tinkoff    | a 15 min 51 s    |

## Evolución de las clasificaciones
| Etapa (Vencedor)                    | Clasificación general | Clasificación de la montaña | Clasificación por puntos | Clasificación de los jóvenes | Clasificación por equipos | Premio combatividad |
| ----------------------------------- | --------------------- | --------------------------- | ------------------------ | ---------------------------- | ------------------------- | ------------------- |
| 1.ª etapa (Peter Sagan)             | Peter Sagan           | Matt Cooke                  | Peter Sagan              | Peter Sagan                  | RadioShack Leopard        | Craig Lewis         |
| 2.ª etapa (Mathias Frank)           | Lachlan Morton        | Matt Cooke                  | Peter Sagan              | Lachlan Morton               | BMC Racing                | Mathias Frank       |
| 3.ª etapa (Peter Sagan)             | Lachlan Morton        | Matt Cooke                  | Peter Sagan              | Lachlan Morton               | BMC Racing                | Jens Voigt          |
| 4.ª etapa (Janier Acevedo)          | Tejay van Garderen    | Matt Cooke                  | Peter Sagan              | Lachlan Morton               | BMC Racing                | Michael Rogers      |
| 5.ª etapa (CRI)(Tejay van Garderen) | Tejay van Garderen    | Matt Cooke                  | Peter Sagan              | Lachlan Morton               | BMC Racing                | Andrew Talansky     |
| 6.ª etapa (Peter Sagan)             | Tejay van Garderen    | Matt Cooke                  | Peter Sagan              | Lachlan Morton               | BMC Racing                | Simon Geschke       |
| 7.ª etapa (Peter Sagan)             | Tejay van Garderen    | Matt Cooke                  | Peter Sagan              | Lachlan Morton               | BMC Racing                | Benjamin King       |
| Final                               | Tejay van Garderen    | Matt Cooke                  | Peter Sagan              | Lachlan Morton               | BMC Racing                |                     |

## UCI America Tour
La carrera al estar integrada al calendario internacional americano 2012-2013 otorga puntos para dicho campeonato. El baremo de puntuación es el siguiente:
| Posición                    | 1.º | 2.º | 3.º | 4.º | 5.º | 6.º | 7.º | 8.º | 9.º | 10.º | 11.º | 12.º | 13.º | 14.º | 15.º |
| Clasificación general final | 100 | 70  | 40  | 30  | 25  | 20  | 15  | 10  | 9   | 8    | 7    | 6    | 5    | 4    | 3    |
| Por etapa                   | 20  | 14  | 8   | 7   | 6   | 5   | 4   | 2   |     |      |      |      |      |      |      |
| Lider General por etapa     | 10  |     |     |     |     |     |     |     |     |      |      |      |      |      |      |

- Nota:Es importante destacar que los puntos que obtienen ciclistas de equipos UCI ProTeam no son tomados en cuenta en ésta clasificación, ya que el UCI America Tour es una clasificación cerrada a ciclistas de equipos Pro Continentales, Continentales y amateurs.

Los ciclistas que obtuvieron puntos fueron los siguientes:
| Ciclista           | Equipo                         | Puntos por la clasificación final | Puntos de etapa | Puntos de líder | Total |
| ------------------ | ------------------------------ | --------------------------------- | --------------- | --------------- | ----- |
| Janier Acevedo     | Jamis-Hagens Berman            | 30                                | 20              | -               | 50    |
| Gregory Brenes     | Champion System                | 20                                | 6               | -               | 26    |
| Ryan Anderson      | Optum-Kelly Benefit Strategies | -                                 | 22              | -               | 22    |
| Lawson Craddock    | Bontrager                      | 15                                | 6               | -               | 21    |
| Alessandro Bazzana | UnitedHealthcare               | -                                 | 20              | -               | 20    |
| Edwin Ávila        | Colombia                       | -                                 | 17              | -               | 17    |
| Darwin Atapuma     | Colombia                       | 5                                 | 4               | -               | 9     |
| Philip Deignan     | UnitedHealthcare               | 8                                 | -               | -               | 8     |
| Kiel Reijnen       | UnitedHealthcare               | -                                 | 8               | -               | 8     |
| Carter Jones       | Bissell                        | 7                                 | -               | -               | 7     |
| Andrea Perón       | Novo Nordisk                   | -                                 | 7               | -               | 7     |
| Lucas Euser        | UnitedHealthcare               | 3                                 | 2               | -               | 5     |
| Tanner Putt        | Bontrager                      | -                                 | 4               | -               | 4     |
| Martijn Verschoor  | Novo Nordisk                   | -                                 | 4               | -               | 4     |
| Fred Rodríguez     | Jelly Belly-Kenda              | -                                 | 2               | -               | 2     |